# Vương Ngọc Văn
Vương Ngọc Văn (tiếng Trung: 王玉雯; sinh ngày 28 tháng 5 năm 1997) là một nữ diễn viên và vũ công người Trung Quốc. Cô được biết đến qua vai diễn Cố Hề Hề trong Chỉ là quan hệ hôn nhân và Mẫn Tuệ  trong Tình yêu anh dành cho em.

## Tiểu sử
Vương Ngọc Văn là một trong những nữ diễn viên trẻ và đầy tiềm năng của giới giải trí xứ Trung. Bắt đầu hoạt động nghệ thuật từ năm 19 tuổi, cô nàng đã sở hữu cho mình một gia tài phim đồ sộ từ phim truyền hình đến điện ảnh.
Vương Ngọc Văn được học khiêu vũ từ khi còn bé, không tự tin khi đóng phim, nhưng sau một nỗ lực dũng cảm, cô thấy rằng mình có vẻ thích nó: "Điểm của tôi ở trường trung bình, và việc quay phim mang lại cho tôi cảm giác thành tựu." Cô luôn cảm thấy mình rất may mắn, những tác phẩm cô tham gia cũng được đón nhận nồng nhiệt, ban đầu cô chỉ coi đóng phim là một công việc nhưng khi phát hiện ra niềm vui trong đó, cô trân trọng tất cả những gì mình gặp được như bây giờ: "Mỗi vai diễn khác nhau đều có thể làm cho tôi tràn đầy mong muốn tạo ra." Ngọc Văn học múa ba lê tại khoa ca múa hát của trường trung học cơ sở trực thuộc Beiwu. Năm 2015, đã thi nghệ thuật và đỗ hạng 3 chuyên ngành sân khấu nhạc kịch của học viện múa Bắc Kinh và hạng 4 khoa biểu diễn của học viện nghệ thuật quân giải phóng nhân dân Trung Quốc, và cuối cùng cô học học viện múa Bắc Kinh.
Năm 2015, đóng vai chính trong bộ phim tình cảm thanh xuân "Thông số tình yêu" vai Khả Di và chính thức bước chân vào showbiz. Năm 2016, đóng vai chính trong bộ phim truyền hình mạng siêu năng lực dành cho giới trẻ " Siêu tinh tinh học viện "vai Trình Chi Nhi; cùng năm đó, tham gia bộ phim thần tượng dành cho giới trẻ "Hạ chí chưa tới " chuyển thể từ tiểu thuyết cùng tên của Quách Kính Minh. Năm 2017, tham gia bộ phim thanh niên " Cửu châu hải thượng mục vân ký " của đạo diễn Gu Changwei. Vào ngày 27 tháng 3 năm 2018, bộ phim cổ trang có chủ đề Tam Quốc " Tam quốc cơ mật " đã được ra mắt trên Tencent Video và cô đóng vai Tào Tiết, con gái của Tào Tháo. Năm 2019, đóng vai chính trong bộ phim hài thanh niên cổ trang " Trường An thiếu niên hành  " 

## Sự nghiệp

### 2015: Bắt đầu bước chân vào showbiz
Nhờ học khiêu vũ từ khi còn nhỏ, cô đã trúng tuyển vào chuyên ngành kịch nghệ của Học viện Múa Bắc Kinh vào năm 2015. Đó cũng là kỳ nghỉ hè sau khi tham gia kỳ thi nghệ thuật, cô đã nhận được lời mời tham gia bộ phim đầu tiên thời gian trong đời và tham gia một bộ phim vi đề tài thanh xuân do Lý Dịch Phong đóng chính. Cô chia sẻ:"Điểm số của tôi ở trường luôn ở mức tầm thường. Dường như không có gì đặc biệt nổi bật về ca hát, vũ đạo, diễn xuất và lời thoại. Vì vậy, tôi có cơ hội như vậy và tôi nghĩ sẽ rất tốt nếu thử.". Lần đầu tiên nhận công việc này, cô đã rất lo lắng và không thể ngủ ngon trong hai hoặc ba ngày. như không thể khóc, hoặc không thể vượt qua, và phải liên tục hét lên. Kết quả là sau khi bắt đầu quay phim, cô thấy rằng quá trình quay phim diễn ra rất suôn sẻ, về cơ bản đã quay được 1-2 cảnh, điều này đã mang lại cho cô ấy rất nhiều của sự tự tin, và cô ấy cũng tìm thấy cảm giác thành tựu từ nó. "Quay phim xong, bố mẹ cũng rất vui. Họ cảm thấy có thể nhìn thấy con gái mình trên TV và trên Internet."
Vương Ngọc Văn học múa ba lê tại khoa ca múa hát của trường trung học cơ sở trực thuộc Beiwu. Năm 2015, đã thi nghệ thuật và đỗ hạng 3 chuyên ngành sân khấu nhạc kịch của học viện múa Bắc Kinh và hạng 4 khoa biểu diễn của học viện nghệ thuật quân giải phóng nhân dân Trung Quốc, và cuối cùng cô học học viện múa Bắc Kinh.
Cũng trong năm nay cô tham gia đóng bộ phim: Thông số tình yêu, đóng cùng Lý Dịch Phong và chính thức bước chân vào showbiz.

### 2016:Bước tiến mới trong sự nghiệp
Năm 2016, cô nàng bén duyên với diễn xuất qua vai diễn Trình Chi Nhi kết hợp cùng dàn diễn viên trẻ của X Cửu Thiếu niên Đoàn đã tham gia vào Drama “ Siêu Tinh Tinh học viện” . Đây cũng là bộ phim đầu tiên đánh dấu sự ra mắt của nam thần hot nhất nhì showbiz Trung hiện nay Tiêu Chiến. Sự kết hợp vô cùng ăn ý giữa hai diễn viên, cùng với vẻ đẹp trong sáng của mình, cô nàng Vương Ngọc Văn đã gây dấu ấn mạnh trong lần đầu ra mắt. Được khởi chiếu từ năm 2016, bộ phim khoa học viễn tưởng Trung Quốc này đã nhận được rất nhiều sự quan tâm của cộng đồng mạng. Đặc biệt phải nhắc đến sự ủng hộ nhiệt tình của giới trẻ.
Phim Siêu Tinh Tinh Học Viện 2016 nội dung bộ phim kể về một thế giới song song dựa theo thực lực của các chòm sao hoàng đạo làm tiêu chuẩn cao nhất để phân chia. Trình Chi Nhi từlúc nhỏ bị mọi người tẩy chay, xa lánh đột nhiên được “Siêu Tinh Tinh Học Viện” tuyển nhận nhập học, lúc đó, siêu năng lực của chòm sao trong người cô cũng bừng tỉnh, cũng nảy sinh một đoạn quan hệ kì diệu với những người thừa kế chòm sao trong thế giới này.
Ngày 1 tháng 8 cùng năm tham gia quay bộ phim truyền hình thần tượng “ Hạ chí chưa tới” do Quách Kính Minh làm đạo diễn được chuyển thể từ cuốn tiểu thuyết cùng tên. Hôm họp báo Hạ chí chưa tới, nhờ diện trang phục trắng tinh khiết, nên đã gây sự chú ý cho truyền thông.

### 2017-2018: Tiếp tục đóng phim
Năm 2017, bộ phim "Cửu châu hải thượng mục vân ký " được phát sóng. Lấy bối cảnh là đại lục Cửu Châu thời thượng cổ, xoay quanh câu chuyện tranh đoạt quyền lực hoàng gia của lục hoàng tử Mục Vân Sênh, công tử Mục Như Hàn Giang và Thạc Phong Hòa Diệp.
Khi được phát sóng, phim đã chia rõ khán giả thành hai luồng ý kiến. Một bên nhận xét phim là tác phẩm đấu đá tranh giành quyền lực hấp dẫn nhất những năm gần đây. Cảnh quay đẹp, tạo hình chân thực, quá trình sản xuất được đầu tư tinh tế đã mang đến cảm giác chân thật, hấp dẫn cho người xem. Tuy nhiên, nửa còn lại cho rằng diễn biếnCửu châu hải thượng mục vân kýquá chậm rãi và dài dòng, khiến họ mệt mỏi không muốn theo dõi.
Tiếp theo đó,cô tham gia bộ phim “GẶP ĐƯỢC CẬU THẬT TỐT - NICE TO MEET YOU” với vai nữ thần của trường Lăng Thái Thái
Cô nàng tiếp thục thử sức khi thủ vai Lý Yên Nhiên trong bộ phim thanh xuân vườn trường nổi đình đám một thời là tác phẩm Hạ Chí Chưa Tới. Du chỉ là một vai phụ nho nhỏ, song cô nàng xuất hiện không hề mờ nhạt, từ đây đã có một số khán giả dành tình cảm yêu mến cho cô nàng diễn viên trẻ.
Bộ phim kể về câu chuyện thiếu nữ Hạ Ương Ương tràn đầy sức sống, sau khi bắt gặp chồng sắp cưới ngoại tình với em gái cùng mẹ khác cha thì đã dứt khoát chia tay. Nhưng tình huống bất ngờ xảy ra, cô đánh bậy đánh bạ đi lãnh chứng nhận kết hôn với chủ tịch bá đạo Cố Kỳ Thâm. Hạ Ương Ương lo lắng mình sẽ "lên dĩa" nhưng không ngờ lại được Cố Kỳ Thâm nuông chiều quá đỗi, hai người chung sống ngọt ngào tình cảm cũng dần ấm lên. Nhưng tất cả những điều tốt đẹp này đã dừng lại khi crush của Cố Kỳ Sâm về nước, Hạ Ương Ương dám yêu dám hận, Cố Kỳ Thâm tính tình âm trầm lặng lẽ, tình cảm của hai người rồi sẽ đi về đâu.
16/2/2018 movie tâm lý “Chú voi ngồi trong tĩnh lặng” của đạo diễn Hồ Sóng được chiếu ở Liên Hoan phim Beclin. Vương Ngọc Văn trong vai Hoàng Linh.
Tháng 10/2018, tham gia bộ phim “Cửu Châu Thiên Không Thành 2”
Tháng 3, tham gia ghi hình bộ phim thanh xuân vườn trường hài cổ đại “Trường An Thiếu Niên Hành” với vai diễn Thẩm Y Y với sự tham gia của các diễn viên chính gồm những gương mặt trong ngành giải trí mới như Ngô Hy Trạch, Lưu Dịch Sướng, Tạ Lâm Lâm... kể về quá trình trưởng thành của những nhân vật chính trong phim.

### 2019-2020: Thành công ở lình vực diễn xuất, trở nên nổi tiếng hơn
Tuy nhiên, mãi đến khi bộ phim Thiếu Niên Phái, Vương Ngọc Văn mới thật sự được một lần nữa tỏa sáng và được công chúng biết đến rộng rãi hơn. Vai diễn cô nàng Đặng Tiểu Kỳ, cô tiểu thư giàu có kiêu sa, được yêu chiều từ bé nhưng cũng chật vật vì chưa thích nghi được với môi trường, hoàn cảnh và thầy cô, bạn bè mới.
Năm 2020, bộ phim cổ trang Trường An Thiếu Niên Hành do Vương Ngọc Văn và Ngô Hy Trạch đóng chính cũng được lên sóng sau bao ngày chờ đợi. Dàn diễn viên đẹp, kịch bản tốt, có ý nghĩa bộ phim đã nhận được nhiều lời khen của khán giả trong và ngoài nước. Trong phim, Vương Ngọc Văn vào vai Thẩm Y Y một cô đầu bếp tính tình thẳng thắn, thông minh, lanh lợi. Không xây dựng hình tượng nữ chính theo phong cách yếu đuối như những bộ cổ trang ngôn tình khác vì thế vai diễn này được khán giả vô cùng yêu thích.

### 2021: Thành công với bộ phim Chỉ Là Quan Hệ Hôn Nhân
Nối gót những thành công trước đó, năm 2021 Vương Ngọc Văn tiếp tục quay trở lại màn ảnh nhỏ với dự án phim ngôn tình hiện đại với tác phẩm Chỉ Là Quan Hệ Hôn Nhân. Trong dự án này, cô nàng đã có cơ hội bén duyên cùng nam thần thế hệ mới, anh chàng soái ca Vương Tử Kỳ. Cặp đôi cùng họ Vương đã mang lại cho khán giả những thước phim thật sự ngọt ngào, đáng yêu đến thòng tim.
Tuy rằng kịch bản phim không quá mới mẻ, cũng là lấy chủ đề cưới trước, yêu sau đã cũ của phim ngôn tình Trung Quốc nhưng với diễn xuất tinh tế của dàn diễn viên vẫn đủ khiến khán giả chết mê, chết mệt.
Vương Ngọc Văn là một nữ diễn viên trẻ đầy tiềm năng của làng giải trí truyền hình Hoa ngữ. Mặc dù cô nàng đã từng góp mặt vào nhiều dự án phim truyền hình và điện ảnh trước đó, nhưng đến khi đóng vai chính trong Chỉ Là Quan Hệ Hôn Nhân thì mới thật sự giúp nàng gây được ấn tượng sâu sắc trong lòng khán giả.
Thoạt nhìn qua từ bên ngoài, bộ phim Chỉ Là Quan Hệ Hôn Nhân mang đến cho khán giả một chuyện tình công tử nhà giàu lạnh lùng cùng vô Lọ Lem nhà nghèo nhưng xinh đẹp quen thuộc. Họ gặp phải nhau, “ghim” kỹ nhau như kẻ thù từ giây phút đầu tiên rồi lại bị trói buộc bởi tình yêu định mệnh.

## Danh sách phim

### Phim truyền hình
| Năm  | Tựa đề                         | Tựa đề                  | Tựa đề                                | Vai diễn         | Bạn diễn                                                                                  | Vai trò   |
| Năm  | Tiếng Việt                     | Tiếng Trung             | Tếng Anh                              | Vai diễn         | Bạn diễn                                                                                  | Vai trò   |
| 2015 | Thông số tình yêu              |                         |                                       | Khả Di           |                                                                                           | Vai phụ   |
| 2016 | Siêu tinh tinh học viện        | 超星星学园              | Super Star Academ                     | Trình Chi Nhi    | Tiêu Chiến,X Cửu Thiếu niên Đoàn, Bạch Chú, Ngũ Gia Thành                                 | Vai chính |
| 2017 | Cửu châu hải thượng mục vân ký | 九州·海上牧云记         | Tribes and Empires: Storm of Prophecy | Phong Đình Sướng | Đậu Kiêu, Hoàng Hiên, Từ Lộ, Châu Nhất Vi,- Trương Giai Ninh, Văn Vịnh San, Tưởng Cần Cần | Vai phụ   |
| 2017 | Hạ chí chưa tới                | Rush to the Dead Summer | 夏至未至                              | Lý Yên Nhiên     | Bạch Kính Đình, Trịnh Sảng, Trần Học Đông, Hồ Nhất Thiên                                  | Vai phụ   |
| 2018 | Tam quốc cơ mật                | 三国机密之潜龙在渊      | Secret of the Three Kingdoms          | Tào Tiết         | Hàn Đông Quân, Mã Thiên Vũ, Vạn Thiến                                                     | Vai phụ   |
| 2019 | Thiếu niên phái                | 少年派                  | Growing Pain                          | Đặng Tiểu Kỳ     | Trương Gia Dịch, Diêm Ni, Quách Tuấn Thần, Triệu Kim Mạch                                 | Vai chính |
| 2020 | Cửu châu thiên không thành 2   | 九州天空城2             | Novoland: The Castle in the Sky 2     | Phong Như Triệt  | Từ Chính Khê, Lý Mộc Thần, Vương Tử Kỳ                                                    | Vai chính |
| 2020 | Trường An thiếu niên hành      | 长安少年行              | The Chang'an Youth                    | Thẩm Y Y         | Ngô Hi Trạch,Lưu Dịch Sướng, Tạ Bân Bân, Tất Bồi Hâm                                      | Vai chính |
| 2021 | Chỉ là quan hệ hôn nhân        | 只是结婚的关系          | Once We Get Married                   | Cố Hề Hề         | Vương Tử Kỳ, Dịch Bách Thần, Zhong Li Li                                                  | Vai chính |
| 2022 | Kẻ nhát gan                    | 胆小鬼                  | Nobody Knows                          | Hoàng Thù        | Âu Hào                                                                                    | Vai chính |
| 2023 | Tình yêu anh dành cho em       | 你给我的喜欢            | The love you give me                  | Mẫn Tuệ          | Vương Tử Kỳ , Thôi Dịch Hân                                                               | Vai chính |
| 2023 | Hổ hạc yêu sư lục              | 虎鹤妖师录              | Tiger and Crane                       | Triệu Hinh Đồng  | Tưởng Long, Trương Lăng Hách, Trần Hựu Duy                                                | Vai phụ   |
| 2023 | Vi vũ yến song phi             | 微雨燕双飞              | Gone with the Rain                    | Bạch Phượng Dao  | Trương Nam , Tôn Nghệ Châu,Triệu Anh Bác, Lưu Mỹ Đồng                                     | Vai chính |
| 2024 | Luyến Tiếc Những Vì Sao        | 舍不得星星              | You Are My Lover Friend               | Đường Dạng       | Trương Tân Thành                                                                          | Vai chính |

### Phim điện ảnh
| Năm  | Tựa đề                   | Tựa đề        | Tựa đề                    | Vai diễn       | Bạn diễn                            | Vai trò   |
| Năm  | Tiếng Việt               | Tiếng Trung   | Tếng Anh                  | Vai diễn       | Bạn diễn                            | Vai trò   |
| 2018 | Gặp được cậu thật tốt    |               | Nice to meet you          | Lăng Thái Thái | Lam Doanh Oánh, Tào Tuấn            | Vai phụ   |
|      | Chú voi ngồi im trên đất | 大象 席地而坐 | An Elephant Sitting Still | Hoàng Linh     | Lý Tùng Hy,Chương Vũ,Bành Dục Sướng | Vai chính |
|      | Ước nguyện nhỏ bé        |               | The last wish             | Tư Mã An       | Vương Đại Lục, Ngụy Đại Huân        | Vai phụ   |

## Danh sách đĩa nhạc
| Năm  | Tên                | Tên tiếng anh                  | Tên gốc    | Album                                                  | Ghi chú          |
| ---- | ------------------ | ------------------------------ | ---------- | ------------------------------------------------------ | ---------------- |
| 2020 | Khoảnh Khắc Hoa Nở | "The Moment the Flower Blooms" | 花开的瞬间 | The Chang'an Youth OST (Trường An Thiếu Niên Hành OST) | với Ngô Hi Trạch |
| 2023 | Tỷ muội            | "Sisters"                      | 姐妹       | Gone with the rain OST( Vi vũ yến song phi Ost)        | với Trương Nam   |